# Speciellt
Speciellt var ett debattprogram från Aktuellt-redaktionen. Programmet sändes på SVT1 i olika säsonger. Det allra första avsnittet sändes 3 maj 1992 och det allra sista sändes 4 juni 2000.
Programledare var Karin Andersson och Pia Brandelius.

### Fotnoter
1. ↑  ”SVT, Kanal 1 1992-05-03”. Svensk mediedatabas. 3 maj 1992. http://smdb.kb.se/catalog/id/001713405. Läst 19 november 2014.
2. ↑  ”SVT, SVT1 2000-06-04”. Svensk mediedatabas. 4 juni 2000. http://smdb.kb.se/catalog/id/001756012. Läst 19 november 2014.